# Eersteopvangschool
Een eersteopvangschool (vroeger: internationale schakelklas, ISK) is een vorm van onderwijs die bedoeld is om een brug te slaan tussen twee verschillende onderwijssystemen. De schakelklas is in de jaren 80 in Nederland ingevoerd om kinderen die uit een andere cultuur komen en voor wie Nederlands een vreemde taal is voor te bereiden op het reguliere onderwijs. 

## Nederlands
Een eersteopvangschool is een klas met leerlingen van buiten Nederland die in 2 jaar Nederlands leren waarna zij hun studie in een gewone klas kunnen vervolgen. De schakelklas wordt meestal aangeboden voor de leeftijdsgroep 12 t/m 18. Het lesprogramma bestaat voor 20 lesuren per week uit onderwijs in de Nederlandse taal (NT2) en voor de rest uit enkele uren gymnastiek, informatica en dergelijke.

## Afkomst
De leerlingen kunnen overal vandaan komen. De ontwikkeling van de schakelklas loopt parallel met de (asiel)migratie naar Nederland. Kinderen die eerst al onderwijs hebben gehad in een ander onderwijssysteem worden in korte tijd voorbereid in hun overstap naar het reguliere, vaak voortgezet onderwijs.

## Schaalvergroting
Begin jaren 90 van de vorige eeuw was er in een grote toestroom van nieuwe immigranten. De capaciteit van de schakelklassen bij de reguliere scholen bleek ontoereikend om aan de vraag te voldoen. In sommige regio's in Nederland stapte men daarom voor NT2 over op een grootschaliger vorm van schakelklas: de taalklas. De taalklasgroepen zijn niet alleen groter, er ligt ook meer nadruk op zelfstudie. Met behulp van een hoofdtelefoon en compact cassettes en multimedia doen leerlingen luister- en spreek oefeningen.
De grootschaligheid van het taalonderwijs is in eerste instantie een gevolg van toenemende vraag, op tweede plaats is het ook een bewuste bedrijfsmatige keuze van de steeds massaler wordende schoolorganisaties. Er bestaat wel een vermoeden dat leerlingen die het bredere onderwijsaanbod in een schakelklas hebben genoten daarna  betere studieresultaten behalen dan kinderen die les hebben gekregen in de taalklas.

## Volwassenen
Volwassen allochtonen kunnen ook Nederlands leren door middel van een NT2 aanbod, dit kan deel uitmaken van een inburgeringscursus. Veel allochtonen zijn na NT2 gaan studeren aan het tertiaire onderwijs. 